# Масбате (острів)
Масбате (англ. Masbate) — острів у центральній частині Філіппінського архіпелагу. Площа 3 269 км2. За площею острів посідає 155 місце у світі, та 59 місце за населеністю.
З півдня омивається морем Вісаян, із заходу — морем Сібуян, зі сходу — морем Самар. Максимальна висота — 697 метрів над рівнем моря. З півдня до острова розташована глибока затока.
Основною галуззю економіки є сільське господарство — вирощують кукурудзу, рис, тютюн, цукрову тростину, кокоси, виробляють пальмову олію; рибальство. На острові є поклади металів (золота, марганцю, міді), вугілля.
Рослинність — тропічні ліси, луки.
Острів Масбате є одним з трьох головних островів провінції Масбате. Інші два: Тікао та Буріас.